# Felix Weinberg
Felix Jiri Weinberg FRS (2 de abril de 1928 — 5 de dezembro de 2012) foi um físico britânico.
Foi professor emérito de física da combustão e Distinguished Research Fellow do Imperial College London.